# Idiocera (Idiocera) teranishii
Idiocera (Idiocera) teranishii is een tweevleugelige uit de familie steltmuggen (Limoniidae). De soort komt voor in het Palearctisch en Oriëntaals gebied.